# Euphorbia tenax
Euphorbia tenax är en törelväxtart som beskrevs av William John Burchell. Euphorbia tenax ingår i släktet törlar, och familjen törelväxter. Inga underarter finns listade i Catalogue of Life.